# Джениш
Джениш (кирг. Жеңиш) — село в Джети-Огузском районе Иссык-Кульской области Кыргызстана. Входит в состав Джарлыгачского аильного округа. Код СОАТЕ — 41702 210 825 02 0.

## Население
По данным переписи 2009 года, в селе проживало 2762 человека.